# Zot van A.
Pour plus de détails, voir Fiche technique et Distribution.
Zot van A. est un film belge de comédie réalisé par Jan Verheyen, sorti en 2010.
Le film est inspiré du film néerlandais Alles is liefde.
Il est classé dix-septième dans le classement des films belges ayant fait le plus d'entrées payantes.

## Fiche technique
- Titre : Zot van A.
- Réalisation : Jan Verheyen
- Scénario : Rik D'Hiet, Peter Lories et Jan Verheyen
- Musique : Steve Willaert
- Photographie : Stijn Van der Veken
- Montage : Philippe Ravoet
- Production : Peter Bouckaert
- Société de production : Vlaams Audiovisueel Fonds
- Pays :  Belgique
- Genre : Comédie romantique
- Durée : 120 minutes
- Dates de sortie : 
  -  Belgique : 20 octobre 2010

## Distribution
- Veerle Baetens : Anna Reynders
- Kevin Janssens : Paul Wouters
- Koen De Graeve : Bruno
- Barbara Sarafian : Lydia Leekens
- Matteo Simoni : Lucas Levi
- Jan Van Looveren : Alain Gevaert
- Joke Devynck : Annette
- Kürt Rogiers : Yoeri
- Tania Kloek : Carolien
- Michel Van Dousselaere : Jan Collier, Sint-Jan
- Sven De Ridder : Rudolf
- Peter Bulckaen : le patron du café
- Jappe Claes : Tom Reynders, Saint-Nicolas
- Herwig Ilegems (nl) : Jules
- Mathijs Scheepers : Fred
- Mathias Sercu : Arno Leekens
- Lotte Heijtenis : Astrid Gevaert
- Mike Verdrengh : le patron de la TV
- Véronique Leysen : Sara
- Warre Borgmans : Begrafenisondernemer

autres rôles
- Charlotte Timmers
- Joël Vanhoebrouck
- Kim Hertogs